# 三星Galaxy Ring
三星Galaxy Ring是三星電子開發的一款智慧戒指。最早在2024年1月17日的Galaxy Unpacked中就已暗示其存在，於2024年7月10日與三星Galaxy Z Fold 6、三星Galaxy Z Flip 6、三星Galaxy Watch 7、三星Galaxy Watch Ultra、三星Galaxy Buds3、三星Galaxy Buds3 Pro一起發佈，臺灣市場於2025年1月14日正式上市。這是第一款具有生物識別健康監測功能的智慧戒指。

## 規格

### 硬體
三星 Galaxy Ring的尺寸為7.0毫米x2.6毫米，重量在2.3至3克之間（具體取決於戒指尺寸）。具有8MB的隨機存取記憶體和一塊18至23.5mAh的電池（取決於戒指尺寸），可持續使用長達7天。配備了加速規、光學生物訊號感測器和體溫感測器，使用藍芽5.4與手機連接。防護等級為IP68和10ATM。它與Android 11或更高版本運行的Android手機相容（不支援iOS系統），並可將數據同步至Samsung Health應用程式。戒指有三種顏色可供選擇，分別是鈦馥金、鈦岩黑、鈦曜銀，目前有5號至15號共11種尺寸可選，實體店面有戒圍套量組可供使用者試戴以在購買前確認其適合的尺寸。

## 外部連結
- 官方网站